# Rezerwat przyrody Czarnia
Rezerwat przyrody Czarnia – leśny rezerwat przyrody położony na terenie gminy Czarnia, w powiecie ostrołęckim (województwo mazowieckie). Leży na gruntach Nadleśnictwa Myszyniec na terenie Puszczy Zielonej.

## Opis
Został utworzony w 1964 roku na powierzchni 88,72 ha. W 1985 roku powiększono go do 141,87 ha.
Celem ochrony jest zachowanie fragmentu boru świeżego naturalnego pochodzenia charakterystycznego dla dawnej Puszczy Zielonej. Wiek drzewostanu objętego ochroną szacuje się na 160–180 lat, miejscami do 210 lat.
Rezerwat położony jest przy skrzyżowaniu drogi wojewódzkiej nr 614 z drogą powiatową Czarnia – Bandysie. Jego obszar nie leży w granicach żadnych wielkoobszarowych form ochrony przyrody.
Rezerwat nie ma planu ochrony, obowiązują w nim jednak zadania ochronne, na mocy których obszar rezerwatu podlega ochronie czynnej.
Przez rezerwat prowadzi  szlak turystyczny „Barci kurpiowskich”, którego początek znajduje się obok kościoła Niepokalanego Poczęcia Najświętszej Maryi Panny w Czarni. Na szlaku można obserwować sosny bartne, z których 4 stanowią pomniki przyrody. Można tu podziwiać konwalię majową i widłaki. Rezerwat jest najczęściej odwiedzanym tego typu miejscem w powiecie ostrołęckim.
W pobliżu rezerwatu znajduje się kapliczka św. Huberta wykonana z pnia lipy przez rzeźbiarza Józefa Bacławskiego z Łysych.

## Galeria

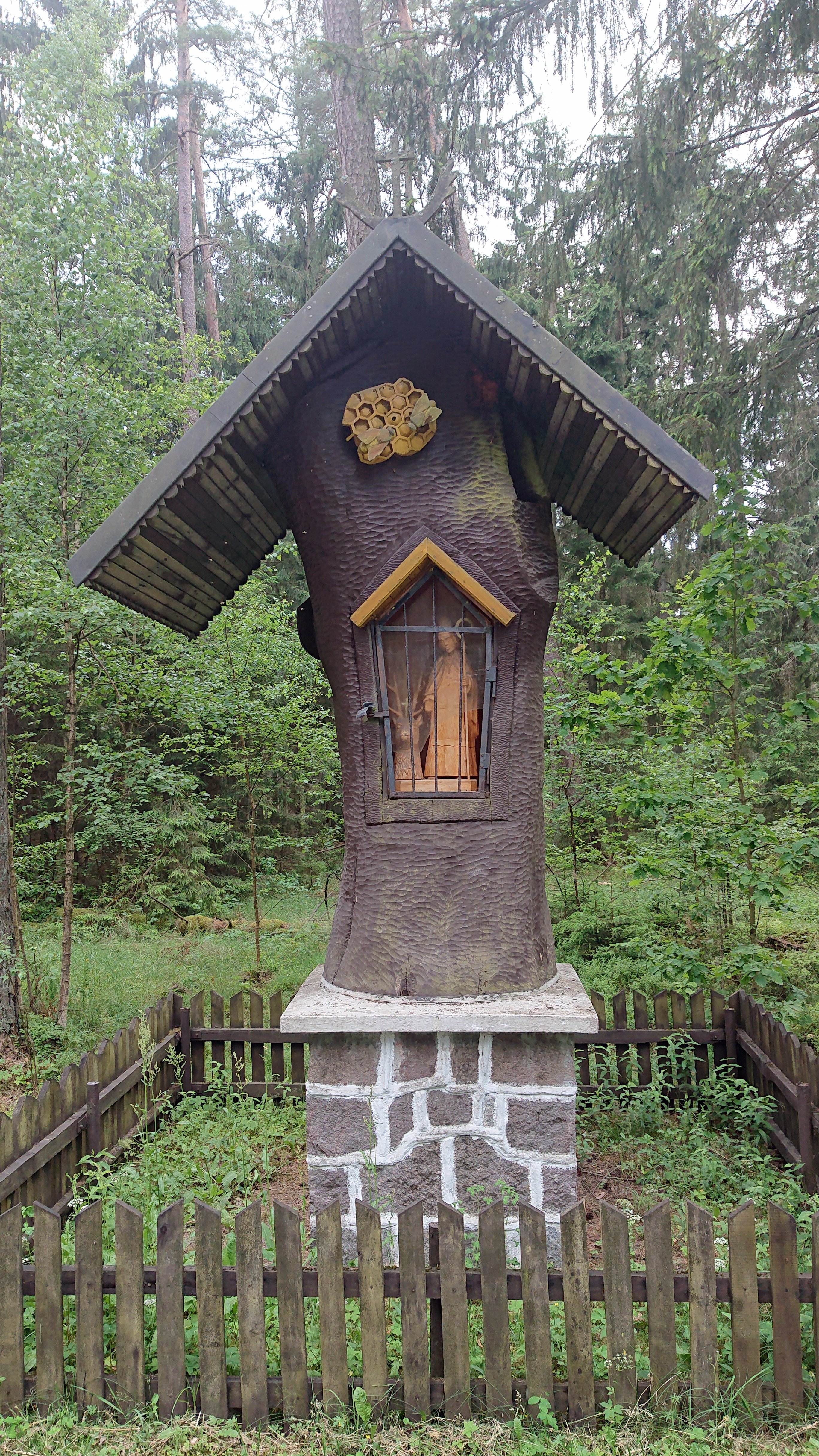
Kapliczka św. Huberta
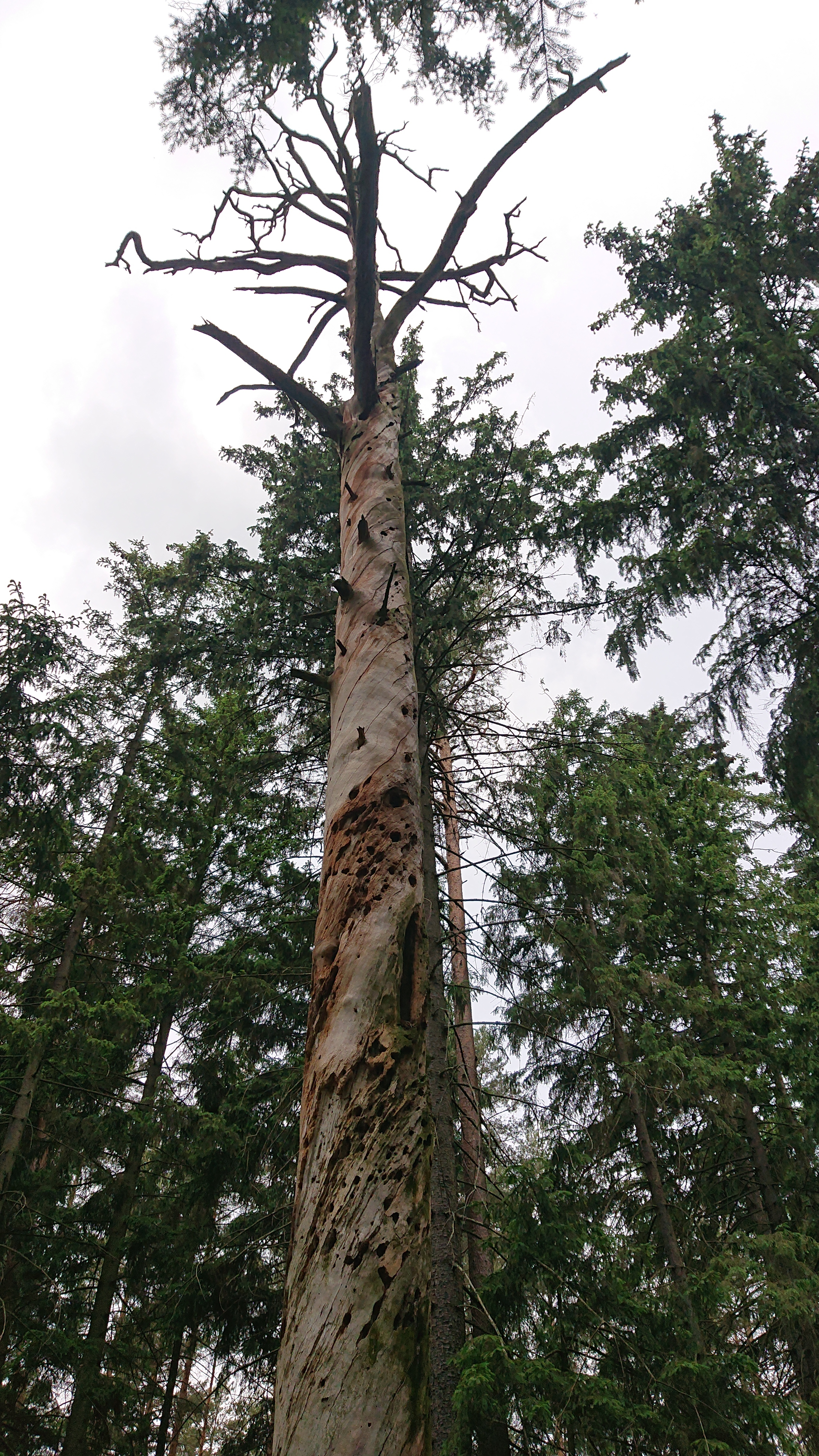
Sucha barć
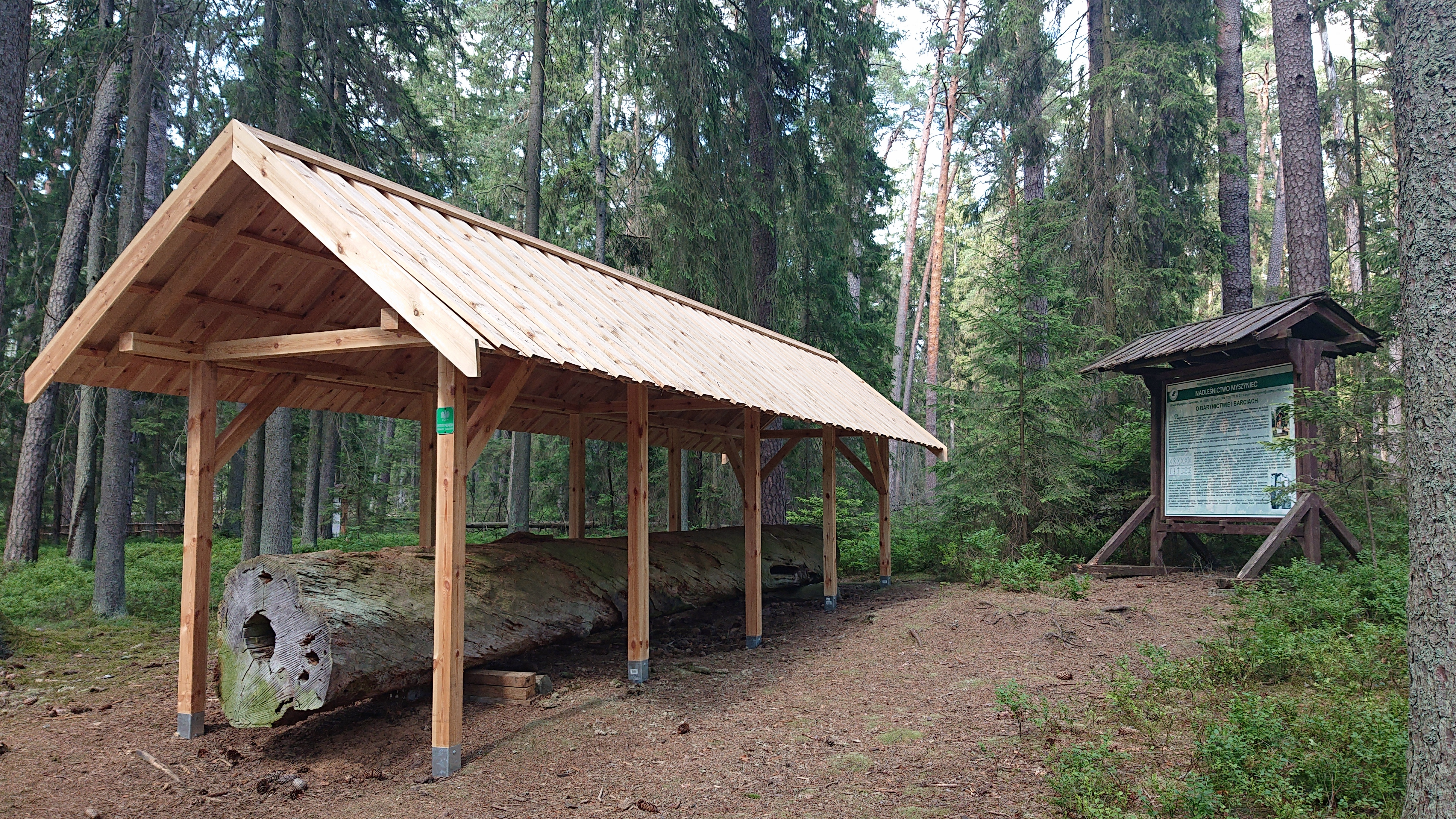
Tablica informacyjna o bartnictwie w Puszczy Kurpiowskiej oraz sucha barć
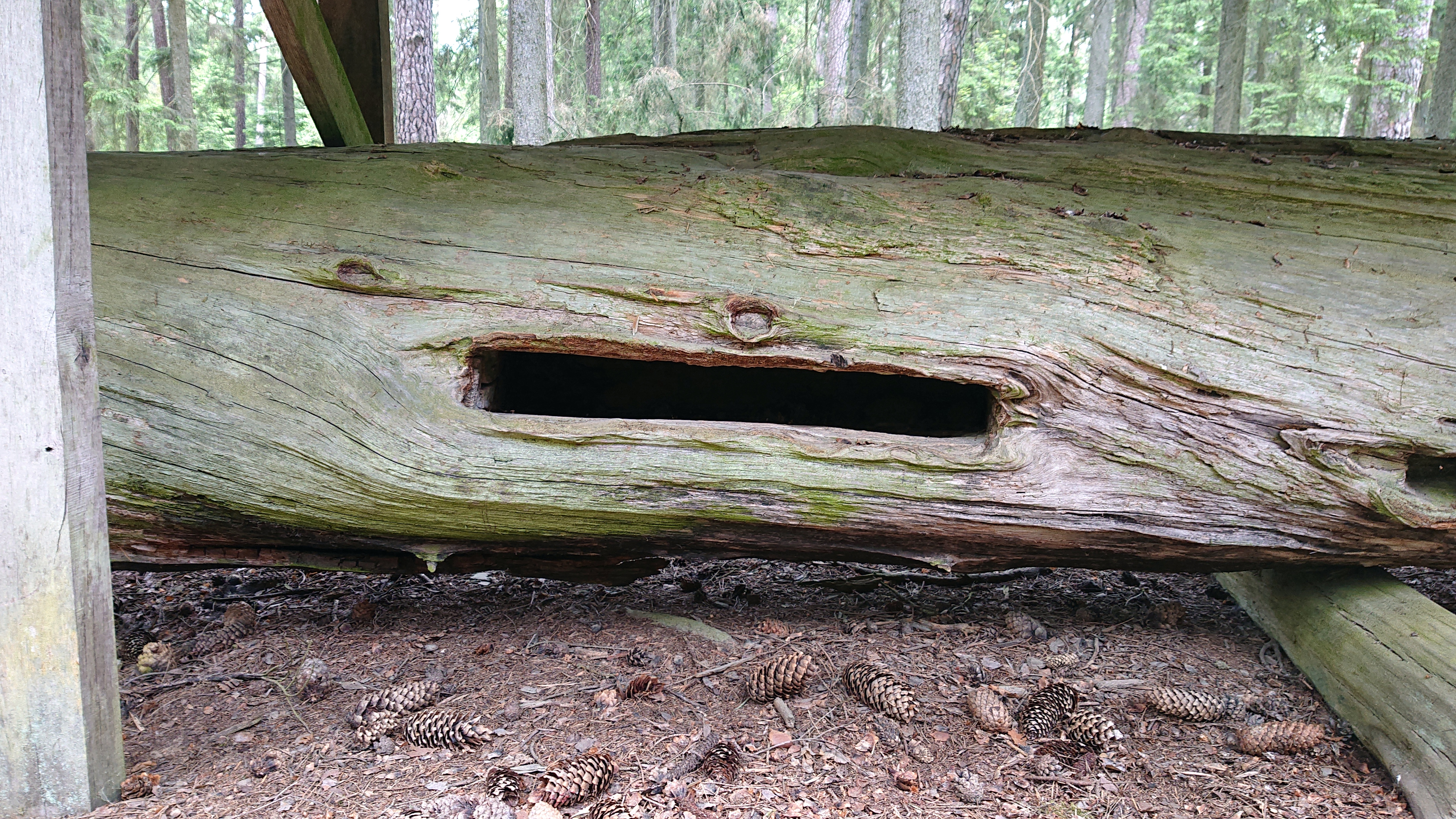
Sucha barć